# Acción hormonal
La síntesis y/o liberación de varias hormonas se da en tres etapas sucesivas. El hipotálamo, al recibir mensajes nerviosos específicos, secreta factores liberadores (hormonas) que viajan por las fibras nerviosas hasta la pituitaria posterior, donde se liberan hormonas específicas. Esta liberación puede frenarse por factores inhibidores, también secretados por el hipotálamo.

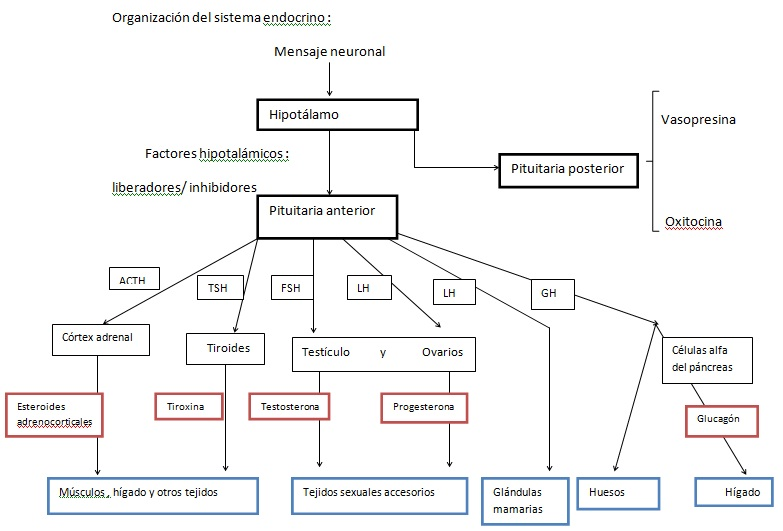
Esquema sobre la organización endocrina: principal secretora de hormonas

## Tipos de hormonas

### Hormonas de la pituitaria anterior
Las hormonas liberadas por la pituitaria anterior viajan por la sangre hasta las glándulas específicas, que son estimuladas a producir sus hormonas características que actuarán sobre varios tejidos o blancos.

#### Hormonas de la pituitaria posterior
El hipotálamo también estimula la producción de dos hormonas, oxitocina y vasopresina, que unidas a neurofisinas, pasan a la pituitaria posterior siendo desde allí liberadas a la sangre.

#### Hormonas que no dependen de la pituitaria
Otras hormonas importantes cuya liberación está bajo un control menos directo de la pituitaria son la insulina y el glucagón, así como la adrenalina y la noradrenalina.

## Regulación de la secreción hormonal
Una compleja red de controles que regula la secreción hormonal: la actividad del hipotálamo está modulada por estímulos externos del sistema nervioso; la secreción desde la pituitaria anterior, por una retrorrelación ejercida por las secreciones características de sus glándulas blanco, y la secreción de algunas hormonas depende de la concentración de algunos metabolitos en sangre.

## Principios de la secreción hormonal
Existen dos principios básicos de la secreción hormonal. En el primero, las células blanco pueden fijar la hormona con gran afinidad y especificidad gracias a la presencia de receptores hormonales específicos. Esta unión provoca, según el segundo principio, la formación intracelular de una molécula mensajera que estimula alguna actividad bioquímica característica del tejido blanco. En las células blanco de las hormonas hidrosolubles, los receptores hormonales están localizados en la superficie celular, mientras que en los de las hormonas liposolubles, se encuentran en el interior. la mayoría de las hormonas van a todas lugares del cuerpo por medio del torrente sanguíneo hasta llegar a su lugar indicado,a través de receptores específicos localizados en el órgano blanco.

## Acción de hormonas concretas

### Hormonas que incrementan la concentración de AMP cíclico

#### Adrenalina
La secreción de la adrenalina prepara el organismo ante situaciones de alerta. Cuando llega a la superficie del hepatocito se une a los centros receptores específicos del exterior de la membrana, provocando la activación de la adenilato-ciclasa de la superficie interior. Esta forma activa convierte el ATP en AMP cíclico, que se une a la subunidad reguladora de la proteína-quinasa, activando la subunidad catalítica. Esta cataliza la fosforilación y activación de la fosforilasa-quinasa (requiere Ca2+ ), que a su vez fosforila la fosforilasa b inactiva para producir fosforilasa a activa, consumiendo ATP. A continuación, la fosforilasa a activa provoca la degradación de glucógeno a glucosa-1-fosfato, dando lugar a glucosa-6-fosfato y después a la glucosa libre de la sangre.
Además, la adrenalina también inhibe la síntesis de glucógeno en el hígado. La fijación de adrenalina a la célula hepática y la consiguiente formación de AMP cíclico impulsa la fosforilación de la glucógeno-sintasa por la proteína-quinasa, inactivándola.
Aparte de su actividad en el hígado, la adrenalina provoca la degradación del glucógeno en el músculo esquelético, así como el estímulo de una lipasa de las células adiposas que degrada los triglicéridos a ácidos grasos ligados a la seroalbúmina.

#### Glucagón
El glucagón es una hormona polipeptídica del páncreas, secretada a la sangre cuando el nivel de glucosa en sangre desciende por debajo del valor normal, restaurándolo al provocar la degradación del glucógeno en el hígado.

#### Otras
Otras hormonas que elevan la concentración de AMP cíclico son las hormonas de la pituitaria anterior (ACTH, LH, FSH y TSH), la hormona paratiroidea y la calcitonina, así como, en el riñón, la vasopresina, aunque solo en aquellas células que poseen receptores superficiales específicos para cada hormona determinada. La adrenalina actúa en el tejido adiposo, pero el AMP cíclico también es mediador específico en otros tipos de sistemas de regulación celular: actúa en la síntesis inducida de enzimas, participa en la transmisión sináptica, regula la división celular y media en las reacciones inflamatorias e inmunes de los tejidos. Estas funciones pueden estar, en algunos casos, influenciadas por el Ca2+ libre y varias prostaglandinas: la E1, mensajero intermediario entre el receptor hormonal de la superficie de la célula y la adenilato-ciclasa, y la A1, inhibidor de la adenilato-ciclasa en las células intestinales.

### Hormonas que reducen la concentración de AMP cíclico

#### Insulina
La insulina se sintetiza a partir de la proinsulina, que consta de una cadena polipeptídica la cual contiene las cadenas A y B de la insulina separadas por la cadena de conexión C. 
La transformación de proinsulina en insulina se produce gracias a peptidasas del tejido de los islotes. En los ribosomas, se forma la proinsulina, la cual es trasladada al aparato de Golgi escindiéndose en insulina y péptido C que son empaquetados en las vesículas de Golgi, donde cristalizan con Zn2+. El contenido de dichas vesículas se libera por exocitosis a la sangre al incrementar el nivel de glucosa en sangre, así como al aumentar los niveles de ciertos aminoácidos y debido a factores específicos. 
El principal efecto de la insulina es el transporte de la glucosa desde la sangre hasta el espacio intracelular, pero también activa la glucógeno-sintasa e inhibe la lipólisis. Consecuentemente, se provoca una conversión intensificada de la glucosa sanguínea en glucosa y lípidos, y un incremento en la oxidación de la glucosa a dióxido de carbono. Además, la insulina impulsa la síntesis proteica, intensifica la inducción de la glucoquinasa y de la fosfofructoquinasa, y su primera formación de ciertas enzimas de la gluconeogénesis. Ejerce una acción generalizada sobre la membrana plasmática en sus células blanco a las que se une gracias a receptores específicos, provocando cambios que favorecen la entrada no solo de glucosa, sino también de aminoácidos, lípidos y K++. Al contrario que la adrenalina y el glucagón, la insulina produce una reducción de AMP cíclico, aunque el GMP cíclico aumenta su concentración. 

#### Hormonas esteroideas
Las hormonas esteroideas se unen a proteínas receptoras intracelulares para formar complejos hormona-receptor, que pasan al núcleo de la célula y se ligan a la cromatina. Entre ellas se encuentran los estrógenos, los andrógenos, la progesterona y las hormonas esteroideas del córtex adrenal.y

#### Hormonas tiroideas
Las hormonas tiroideas afectan al metabolismo basal, estimulando el consumo de oxígeno en casi todos los órganos excepto en el cerebro.